# Річард Гетч
Річард Гетч (англ. Richard Hatch, 21 травня 1945, Санта-Моніка, Каліфорнія, США — 7 лютого 2017, Лос-Анджелес, США) — американський актор, що зіграв 1978 року роль капітана Аполло в телевізійному серіалі «Зоряний крейсер» Галактика «», за яку він був номінований на премію «Золотий глобус».

## Кар'єра

### Рання кар'єра
Річард Гетч розпочав свою театральну кар'єру у репертуарному театрі Лос-Анджелеса. Наприкінці 1960-х років, він грав головну роль Off-Broadway в декількох п'єсах та мюзиклах. За професійність у роботі в мюзиклі Ваш кіт мертвий був нагороджений премією Off-Broadway Theater Awards у Чикаго.

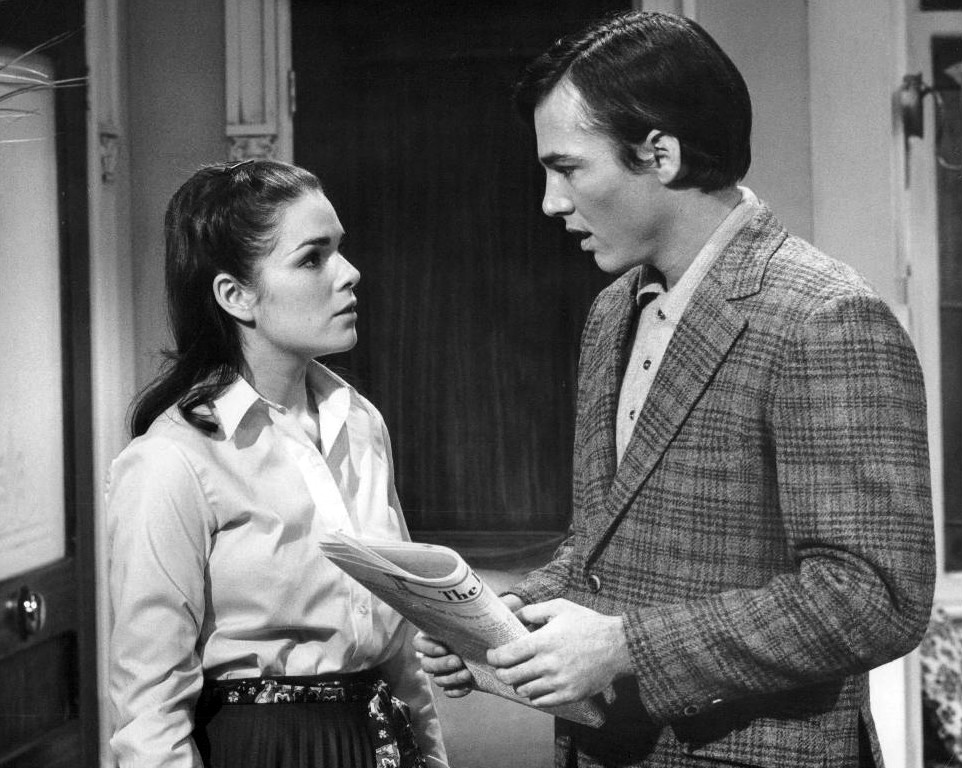
Карен Лінн Горні і Річард Гатч в серіалі Всі мої діти

### Телебачення
У 1970 році Р.Гетч почав зніматись на телебаченні. Це була головна роль Philip Brent в мильній опері Всі мої діти. Серіал йшов з успіхом два роки. В наступні роки він також знімався у популярних серіалах Гармата, Nakia, Барнабі Джонс, та Волтон, а також з'явився в декількох телевізійних фільмах Гатфілдс та Маккойс з Джеком Палансом, Адді та король сердець з Джейсоном Робардсом,  Останній з Беллес  з Сьюзан Серендон тощо
У 1976 році Гетч зіграв роль інспектора Дена Роббінса в детективному серіалі Вулиці Сан-Франциско, замість Майкла Дугласа. Зігравши лише один сезон він здобув нагороду молодіжного журналу Bravo (Німеччина).
В другій половині 1970-х років Р.Гетч став чимось на зразок пін-ап моделі і регулярно з'являвся у підлітково-орієнтованих журналах
Річард Гетч потім зіграв головну роль науково-фантастичному серіалі Battlestar Galactica (1978) Глена Ларсона, який транслювався протягом одного сезону. Актор був номінований на Золотий глобус.
Протягом 1980-х років, Річард Гетч зіграв епізодичні ролі у багатьох телесеріалах: Готель; Вона написала вбивство; The Love Boat та  Острів Фантазій. 1984 року він з'явився в декількох епізодах телесеріалу Династія, що був на вершині рейтингів на той час. 1990 року він знявся в серіалі Санта-Барбара, а трохи згодом — Рятівники Малібу.
Наступною видатною роллю стало знімання в 2004—2009 роках у телесеріалі Зоряний крейсер «Галактика».

### Фільми
Річард Гетч зробив кілька театральних релізів фільмів, в тому числі Найкращі друзі (1975), Чарлі Чан і прокляття королеви драконів (1981) та Ув'язнені втраченого Всесвіту (1983). Скорочений варіант пілотної серії Battlestar Galactica вийшов в кінотеатрах, спочатку за кордоном, а потім протягом обмеженого пробігу в США, як продовженням фільму, Місія «Галактика»: Атака Сайлонов, який був також знятий з епізодів серії.

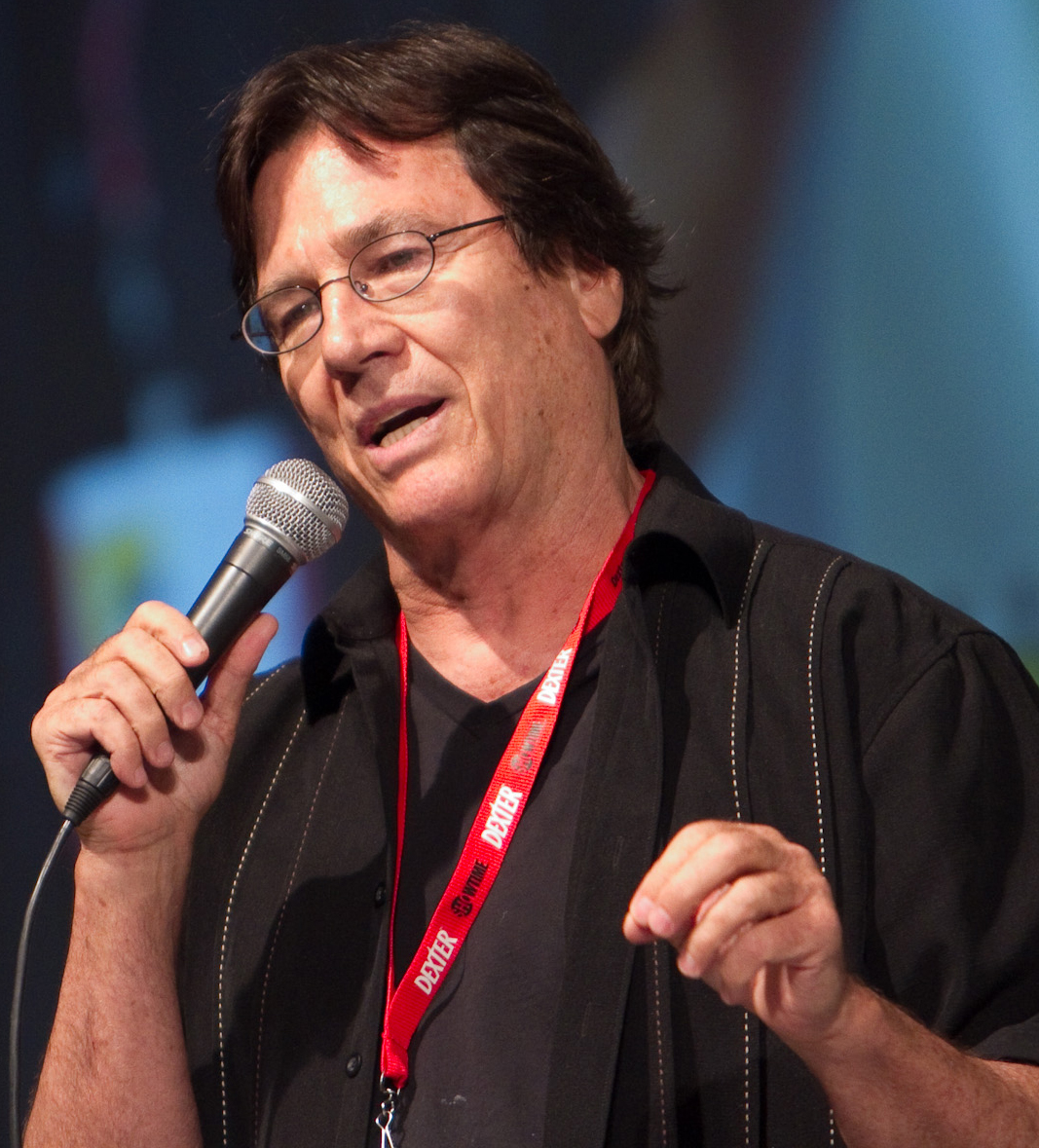

У 1990-ті роки, він почав писати романи на основі серії, а також став співдиректором і виконавчим продюсером трейлеру під назвою Battlestar Galactica: Друге пришестя в надії привабити Universal Studios (власника прав на франшизу) на виробництво нової серії, яка була б прямим продовженням оригінальної серії. Однак, ця справа виявилась марною.

## Інші роботи
Поряд з його спробами відродити оригінальну Battlestar Galactica, Р.Гетч також створив свою власну космічну оперу під назвою Велика війна Магеллан. Він написав серії коміксів і рольових ігор на підтримку цього, і опрацював роман трилогії з Бредом Лінавьером (який був співавтором багатьох романів).

## Смерть
Річард Гетч помер 7 лютого 2017 року через рак підшлункової залози в госпісі Лос-Анджелеса у віці 71 рік

## Вибрана фільмографія
- 2004—2009 — Зоряний крейсер «Галактика» / Battlestar Galactica
- 1994 — Ренесанс / Renaissance — Трістан Андерсон
- 1983 — Бранці загубленої Всесвіту / Prisoners of the Lost Universe — Ден
- 1979 — «Зоряний крейсер» Галактика ": Атака сайлонів — капітан Аполло
- 1978—1979 — Зоряний крейсер «Галактика» / Battlestar Galactica — капітан Аполло
- 1978 — Зоряний крейсер «Галактика» / Battlestar Galactica ' — капітан Аполло
- 1976—1977 — Вулиці Сан-Франциско / The Streets of San Francisco — інспектор Ден Роббінс  (в 24 епізодах) </ small>